# Nadezhda Prokhorovna Masjuk
Nadezhda Prokhorovna Masjuk o Massjuk (translitera del cirílico ucraninao Надія Прохорівна Масюк (Kiev, 1 de octubre de 1930 - 13 de marzo de 2009) fue una algóloga, liquenóloga, micóloga, botánica, profesora, geobotánica, curadora, y taxónoma ucraniana.
Desarrolló actividades académicas y científicas en el "Instituto de Botánica M. G. Kholodny", de la Academia Nacional de Ciencias de Ucrania, Kiev.

## Biografía
Nació en 1930, durante la ocupación alemana permaneció en la ciudad. Después de salir de la escuela media, en 1949 ingresó a la Facultad de bio-edafología de la Universidad Nacional de Kiev, graduándose en 1954. Ese mismo año ingresó en la Escuela de graduados del Instituto de Botánica de la URSS. En 1959, defendió su tesis Depósitos de algas Protokokkovыe del oeste de Ucrania Polesya.
Desde entonces y hasta 1972 trabajó en el Instituto de Botánica de la URSS, después de haber pasado de asistente de investigación al jefe del departamento de algología (1966-1972).
En 1972 se convirtió en profesora titular de plantas inferiores, en la Universidad Estatal de Kiev, hasta 1985, cuando se fusionaron las cáetdras de plantas inferiores y superiores. En 1973, Masuk se doctoró defendiendo la tesis «género Dunaliella Teod., Morfología, sistemática, ecología, distribución geográfica y las perspectivas para el uso práctico», y durante cinco años se le concedió el título académico de profesora ordinaria. De 1985 a 1991, fue profesora de botánica en KSU Shevchenko.
En 1986 regresó al Instituto de Botánica de la URSS (más tarde el Instituto de Botánica de la Academia Nacional de Ciencias de Ucrania en Kiev) donde trabajó como investigadora principal de plantas de esporas, y desde 2006 en el Dto. de Liquenología y Briología.

### Estudios
Sus intereses científicos incluían taxonomía, florística, ecología, evolución, ontogenia, fisiología y propiedades bioquímicas de las algas verdes.
Describió más de 50 nuevos taxones de especies (nueva clase Chlorodendrophyceae Masjuk, nuevas familias Topaczevskiella Masjuk y Pedinomonadopsis Masjuk & Guk, un nuevo subgénero Pascheria, y las secciones Tertiolectae, Virides y Peirceinae, y el género Dunaliella Masjuk, nuevas especies Chlamydomonas, Dunaliella, Hydrianum, Myochloris , Phyllariochloris, Polytoma, Pyrobotrys, Scenedesmus etc.) de la flora de algas de Ucrania y de otros países de Eurasia.
Masuk propuso nuevos enfoques para la morfología de células eucariotas y citología de algas eucariotas, y el lugar de las algas y su papel en la evolución de la vida, el estudio de los fotorreceptores y terminología y nomenclatura botánica. Y propuso, por primera vez, el concepto de tipo morfológico evolutivo en algas, describiendo un nuevo tipo de división celular, que se encuentra en las algas flageladas verdes: desarrolló un esquema de relaciones filogenéticas, trabajando sobre la cuestión de la determinación del lugar de las algas en el sistema de los organismos vivos. Con sus colegas desarrollaron un método de cultivo de algas en masa, muy tomado en muchos países como base para la tecnología de la producción industrial de caroteno (ß-caroteno a partir de algas del género Dunaliella).
Además, era líder del grupo de estudiantes, que operaba en el Departamento de plantas inferiores de la Universidad Estatal de Taras Shevchenko, en Kiev.
Mientras trabajaba en el Instituto de Botánica de 1986-2009, bajo su dirección promovió un doctorado y cinco tesis de maestría (estudios de la mayoría de las aguas subterráneas con algas). Por lo tanto, es considerada la fundadora de la Escuela bioedafológica de Kiev.

## Algunas publicaciones
Masuk fue autora y coautora de 271 publicaciones, incluyendo 12 libros, 162 artículos y 70 resúmenes. Además, escribió 5 panfletos, 16 obras metódicas. Y autora de varios manuales.
- 1973. * Морфология, систематика, экология, географическое распространение рода Dunaliella Teod. и перспективы его практического использования. (Morfología, sistemática, ecología, distribución geográfica del género Dunaliella Teod. y las perspectivas para su uso práctico.) Ed. Наук. думка, Ciencia. Dumka.
- 1993. Эволюционные аспекты морфологии эукариотических водорослей. (Aspectos evolutivos de la morfología de algas eucariotas) Ciencia. Dumka Ed. Наук. думка.
- 2002. Водорості в системі органічного світу (Las algas en el mundo orgánico). Ed. Akademperіodika.
- 2007. Фотодвижение клеток Dunaliella Teod. (Movimiento celular en Dunaliella Teod. Ed. Akademperіodika Академперіодика.

## Premios y reconocimientos
Por méritos en el estudio de las algas y, la educación de las nuevas generaciones de investigadores, así como la obtención de resultados científicos fue galardonada con varios premios y distinciones:
- Premio Académico MG 1995
- Medalla "En memoria de los 1500 años de Kiev"
- Medalla de "Veterano de Trabajo"
- Medallas de la URSS "por los éxitos en el desarrollo de la economía de la URSS".

## Eponimia
Especies nuevas para la ciencia, algas
- Hyalogonium massjukiae Kostikov
- Interfilum massjukiae Mykhailjuk et al.